# Сіножаті-2
Сіножаті — заповідне урочище місцевого значення. Об'єкт розташований на території Городенківського району Івано-Франківської області, село Корнів.
Площа — 0,7000 га, статус отриманий у 1983 році.